# Distrikt Kañaris
Der Distrikt Kañaris (alternative Schreibweise: Distrikt Cañaris) liegt in der Provinz Ferreñafe in der Region Lambayeque im Nordwesten von Peru. Der Name des Distrikts bezieht sich auf die Umsiedlung des Volks der Kañari in dieses Gebiet. Der Distrikt wurde am 17. Februar 1951 gegründet. Der Distrikt hat eine Fläche von 284,88 km². Beim Zensus 2017 wurden 11.366 Einwohner gezählt. Im Jahr 1993 lag die Einwohnerzahl bei 11.118, im Jahr 2007 bei 13.038. Sitz der Distriktverwaltung ist die 2421 m hoch gelegene Ortschaft Kañaris (Cañaris) mit 380 Einwohnern (Stand 2017).

## Geographie
Der Distrikt Kañaris liegt im äußersten Nordosten der Provinz Ferreñafe. Er liegt in der peruanischen Westkordillere östlich der kontinentalen Wasserscheide. Das Gebiet wird über den Río Cañariaco und weiteren Bergbächen nach Nordosten zum Río Huancabamba entwässert.
Der Distrikt Kañaris grenzt im Norden an den Distrikt Pomahuaca, im Nordosten an den Distrikt Pucará, im Südosten an den Distrikt Querocotillo, im Süden an den Distrikt Incahuasi sowie im Westen an den Distrikt Salas.

## Wirtschaft
Die Bewohner des Distriktes leben großteils von Ackerbau und Viehzucht, unter anderem vom Anbau und Verkauf von Kaffee.